# جيمس بوين (رجل أعمال)
جيمس بوين (بالإنجليزية: James Bowen)‏ هو شخصية أعمال أمريكي، ولد في 25 فبراير 1808، وتوفي في 29 سبتمبر 1886 في هاستينغز أون هدسون (نيويورك) في الولايات المتحدة.